# Aulacospermum gracile
Aulacospermum gracile är en flockblommig växtart som beskrevs av Pimenov och Kljuykov. Aulacospermum gracile ingår i släktet Aulacospermum och familjen flockblommiga växter. Inga underarter finns listade i Catalogue of Life.